# Grand Theft Auto: San Andreas
Grand Theft Auto: San Andreas е компютърна игра в жанра 3D екшън от трето лице, издадена и разпространявана от Rockstar Games.
Появява се през октомври 2004 г. за PlayStation 2, през юни 2005 за Microsoft Windows и Xbox и през ноември 2010 за Mac OS X. Тя е петата подред и третата 3D игра от поредицата Grand Theft Auto. Действието на играта се развива в щата San Andreas (известен като град в първата част) в началото на 90-те, играчът поема ролята над чернокожия Carl Johnson, който със стъпването си в родния си град Los Santos се забърква в голяма каша. В щата San Andreas има три града: Los Santos (базиран на Лос Анджелис), San Fierro (базиран на Сан Франциско) и Las Venturas (базиран на Лас Вегас), както и много малки селца пръснати из целия щат.
За първи път в играта могат да се наблюдават истински възвишения и една голяма планина на югозапад в щата. За разлика от предишните версии на играта главният герой вече може да плува, а не се дави както преди. Включени са голямо количество параметри, влияещи на главния герой, като всеки един от тях може да бъде подобрен от играча. Увеличено е количеството на сградите, където може да се влиза, могат да бъдат ограбвани къщи на обикновени хора, играчът може да се крие в сенките и да напада противниците си в гръб, може да се зададе на героя стил, като се променят дрехите, прическата, да му се сложи брадичка или мустаци, татуировка или да се промени на дебел, слаб, мускулест и т.н. В играта са включени 175 транспортни средства и 11 пълноценни радиостанции.

## Резюме
Внимание:  Текстът по-долу разкрива сюжета на произведението (или части от него)!
Карл Джонсън (CJ, Си Джей) се връща в родния си град Лос Сантос след петгодишен престой в Liberty City – града от предишната игра (Grand Theft Auto III). Майка ви е убита, а бандата ви се разпада. Още с идването си той е заловен от корумпирани полицаи, които взимат парите и оръжието му и го изхвърлят в алея, недалеч от къщата на Карл. Когато се връщате в къщата с помощта на колело, ви посреща вашият приятел Big Smoke. Той ви откарва на гробищата, където е погребана вашата майка. Вие и вашите приятели сте нападнати от вражеска банда и се връщате в гетото ви. Оттам нататък започва истинската игра.
Си Джей върши задачи за различни хора (Big Smoke, OG Loc, C.R.A.S.H, Sweet, Ryder, Kendl) в Лос Сантос и укрепва групировката. Сдобивате се оръжия, броня, бизнес, територия за бандата ви. Един ден всичко се обърква – Си Джей узнава, че най-добрите му приятели са убили майка му заедно с вражеската групировка Ballas, а на всичкото отгоре и брат ви е ранен. Полицията ви арестува, а брат ви е откаран зад решетките. Събуждате се в гората, край малко селце, наречено Angel Pine, в патрулката на корумпираните полицаи Frank Tenpenny и Eddie Pulaski.
С помощта на гаджето на сестра ви Cesar Vialpando, хипито, наречено Truth и лудата братовчедка на Цезар Catalina вие заминавате за Сан Фиеро – облачен и дъждовен град. Там разрушавате местната престъпна банда, която владее града – Loco Syndicate, убивате Ryder, а след това помагате на Триадата и нейния водач – Wu Zi Mu, или накратко – Woozie, който всъщност е сляп.
Mike Torreno ви извиква в пустинята, недалеч от града, за да изпълните мръсната му работа (купуване на изоставено летище, крадене на цистерна и хвърляне на шпионски инструменти край гората). Убивате Eddie Pulaski, а след това вършите задачи за Truth и открадвате джетпак от Зона 69 (базирана на Зона 51), но Truth взима джетпака и ви оставя да се оправяте сами.
Woozie ви извиква в Лас Вентурас, и ви представя новото си казино. Заедно с негова помощ обирате вражеско казино, а през това време спечелвате доверието на италиански мафиот и летите до Liberty City за да очистите друг вражески бос. Също и спасявате рапъра Madd Dogg, който има проблем с алкохола.
След обира на казиното Madd Dogg се появява и обяснява, че наркобарон в Лос Сантос е взел имението му. Триадата, начело със Си Джей се отправя към къщи, освобождава имението и убива наркобарона Big Poppa. След още задачи от Mike Torreno брат ви е освободен и изправяте бандата си на крака, а после помагате на гаджето на сестра ви и неговата банда. Във финалната мисия убивате Big Smoke, който има нарколаборатория и е зависим към кокаин. След преследване с Frank Tenpenny, пожарния му камион пада от мост във вашия квартал и умира от раните си.